# Selección juvenil de rugby de Bélgica
La selección juvenil de rugby de Bélgica es el equipo representativo de Belgium Rugby en competencias europeas y mundiales.

## Reseña
Al igual que la mayoría de las selecciones juveniles europeas, el primer combinado belga se formó con jugadores de hasta 19 años (M19). Su debut fue durante 1972, presentándose en el Campeonato Mundial de Rugby M19 de 1972, a pesar del nombre, era más bien un torneo internacional que organizaba FIRA. En esa oportunidad se ubicó en el último puesto.
Siguió compitiendo en los mundiales de la FIRA, que a partir de 1992 pasó a coorganizarse con International Rugby Board, subiendo y bajando de niveles (A, B y C) según su rendimiento año a año. Su última presentación fue en el Campeonato Mundial de Rugby M19 División B de 2003 y desde ese entonces no ha vuelto a competir en mundiales.
Ha participado numerosas veces en competiciones europeas, en categoría para jóvenes de hasta 18 años (M18) desde el 2000 y años más tarde en torneos M19. En M20 ha jugado en pocas oportunidades.

## Palmarés
- Mundial M19 División C (1): 1996[3]
- Torneo M18 (2): 2000, 2002

## Participación en copas
| - no ha clasificado - Italia 1972: 8.º puesto (último) - España 1975: 8.º puesto (último) - Francia 1976: 8.º puesto (último) - Bélgica 1985: 7.º puesto - Rumania 1986: 8.º puesto (último) - RFA 1987: 8.º puesto (último) - Yugoslavia 1988: 6.º puesto - Portugal 1989: 8.º puesto (último) - España 1992: 11.º puesto - Francia 1993: 9.º puesto - Suiza 1982: 3.º puesto - Polonia 1984: 5.º puesto - Italia 1990: 3.º puesto - Francia 1991: 4.º puesto - Chile 1997: 5.º puesto - Francia 1998: 4.º puesto - Gales 1999: 8.º puesto - Chile 2001: 16.º puesto - Francia 2003: 6.º puesto - Mundial M19 C 1996: Campeón invicto | - Alemania 2005: 3.º puesto - Polonia 2006: campeón invicto - Rumania 2017: 5.º puesto - Portugal 2021: 6.º puesto - Portugal 2022: 4° puesto - República Checa 2023: 2° puesto - Europeo 2000: campeón - Europeo 2001: no participó - Europeo 2002: campeón - Europeo 2003: no participó - Portugal 2007: 5.º puesto - Polonia 2008: 7.º puesto - Portugal 2009: 7.º puesto - Bélgica 2010: 4.º puesto - Rumania 2011: 7.º puesto - Portugal 2012: 3.º puesto - Portugal 2013: 2.º puesto - Portugal 2014: 6.º puesto - Portugal 2015: 7.º puesto - Francia 2017: 6.º puesto - Polonia 2018: 7.º puesto - Rusia 2019: 5.º puesto |